# Chrudim I

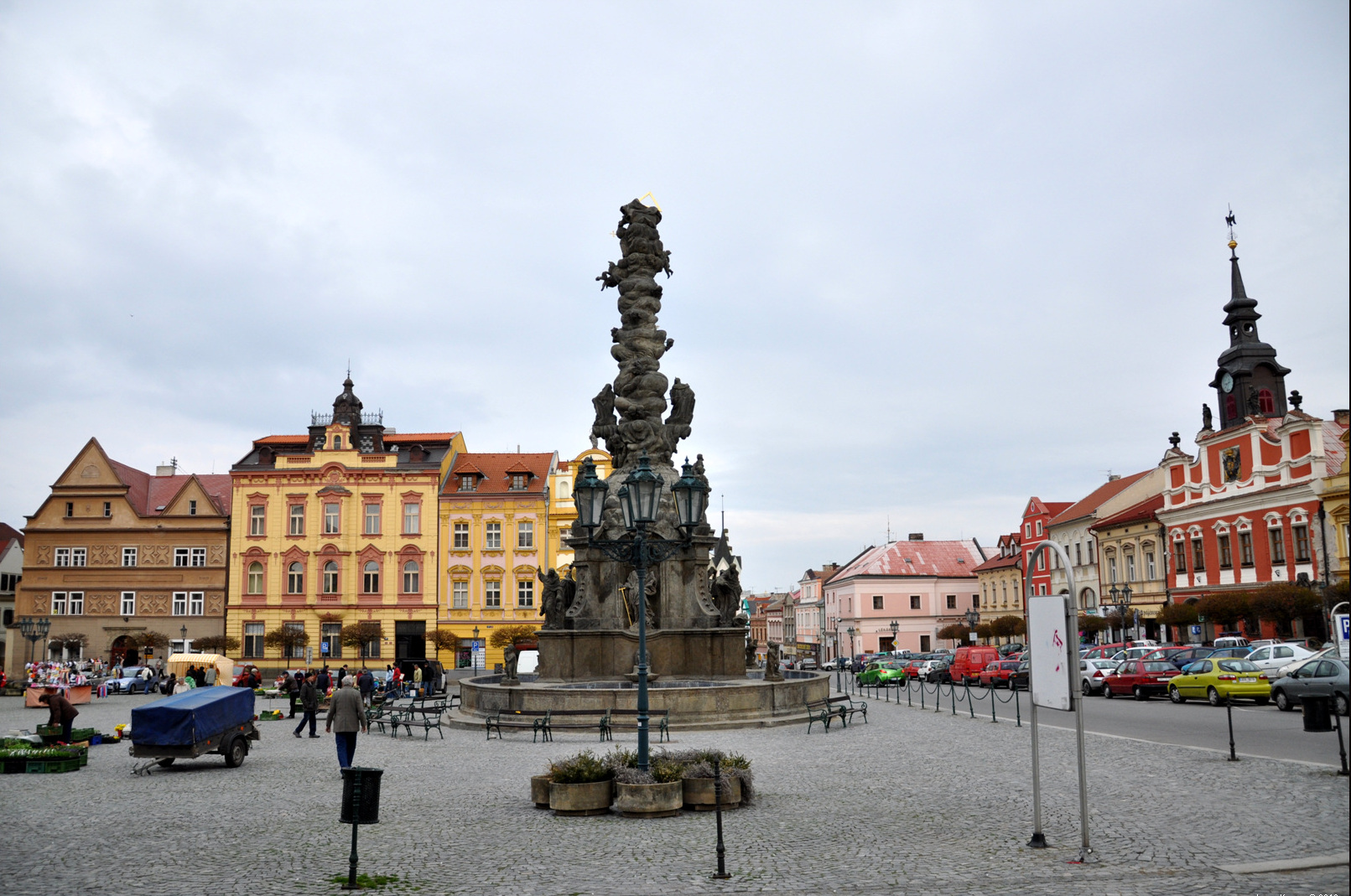
Resselovo náměstí

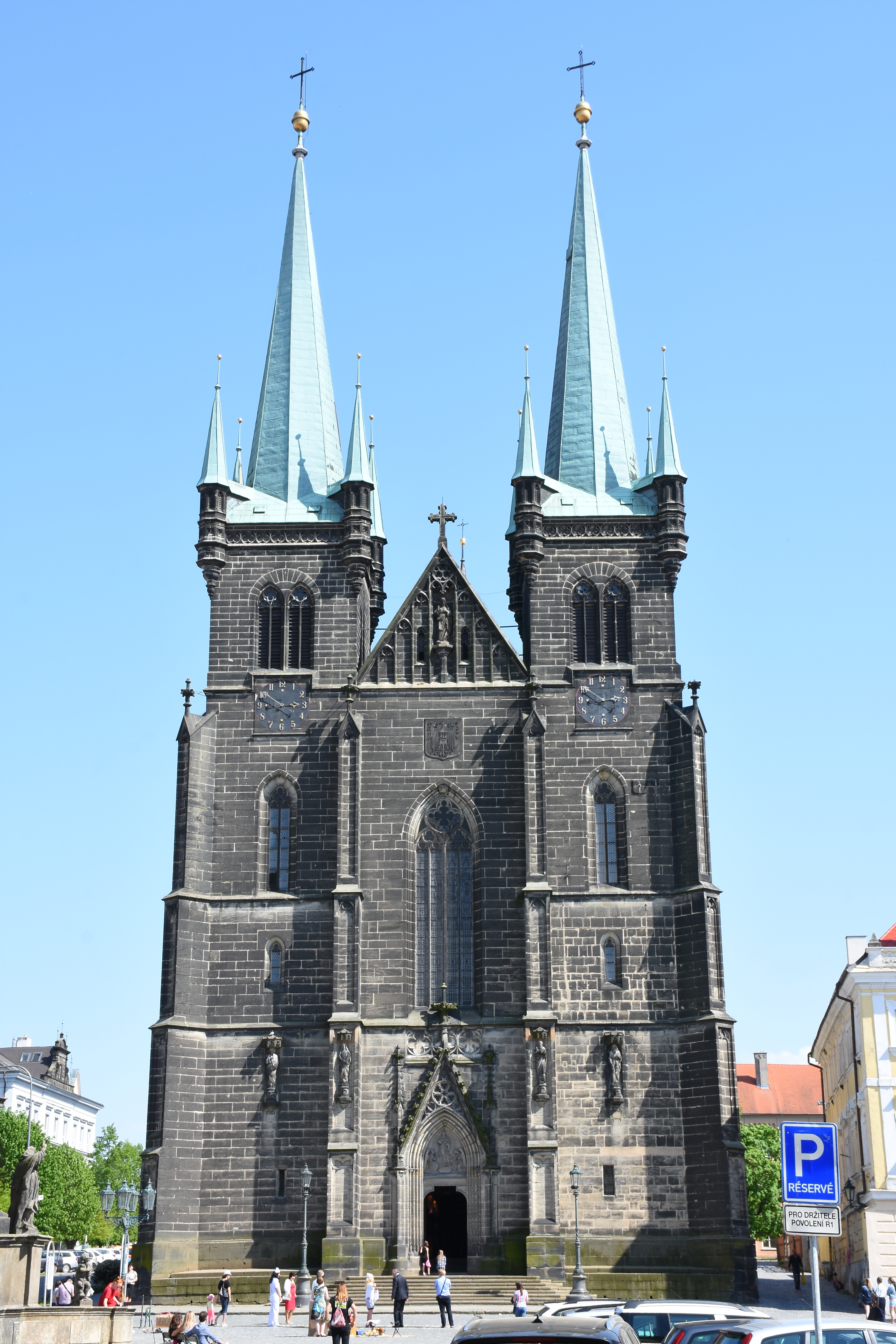
Dechanteikirche Mariä Himmelfahrt

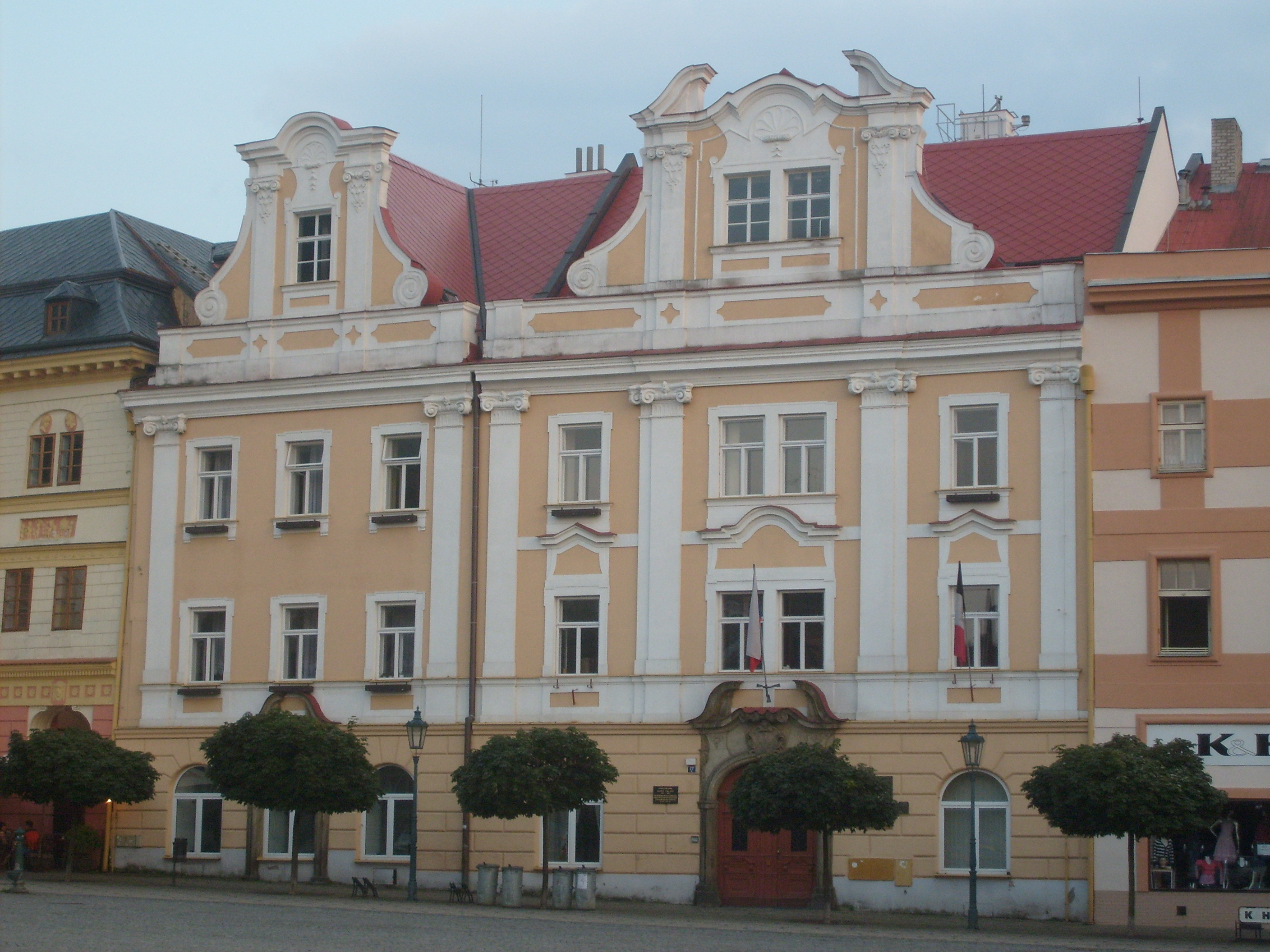
Neues Rathaus

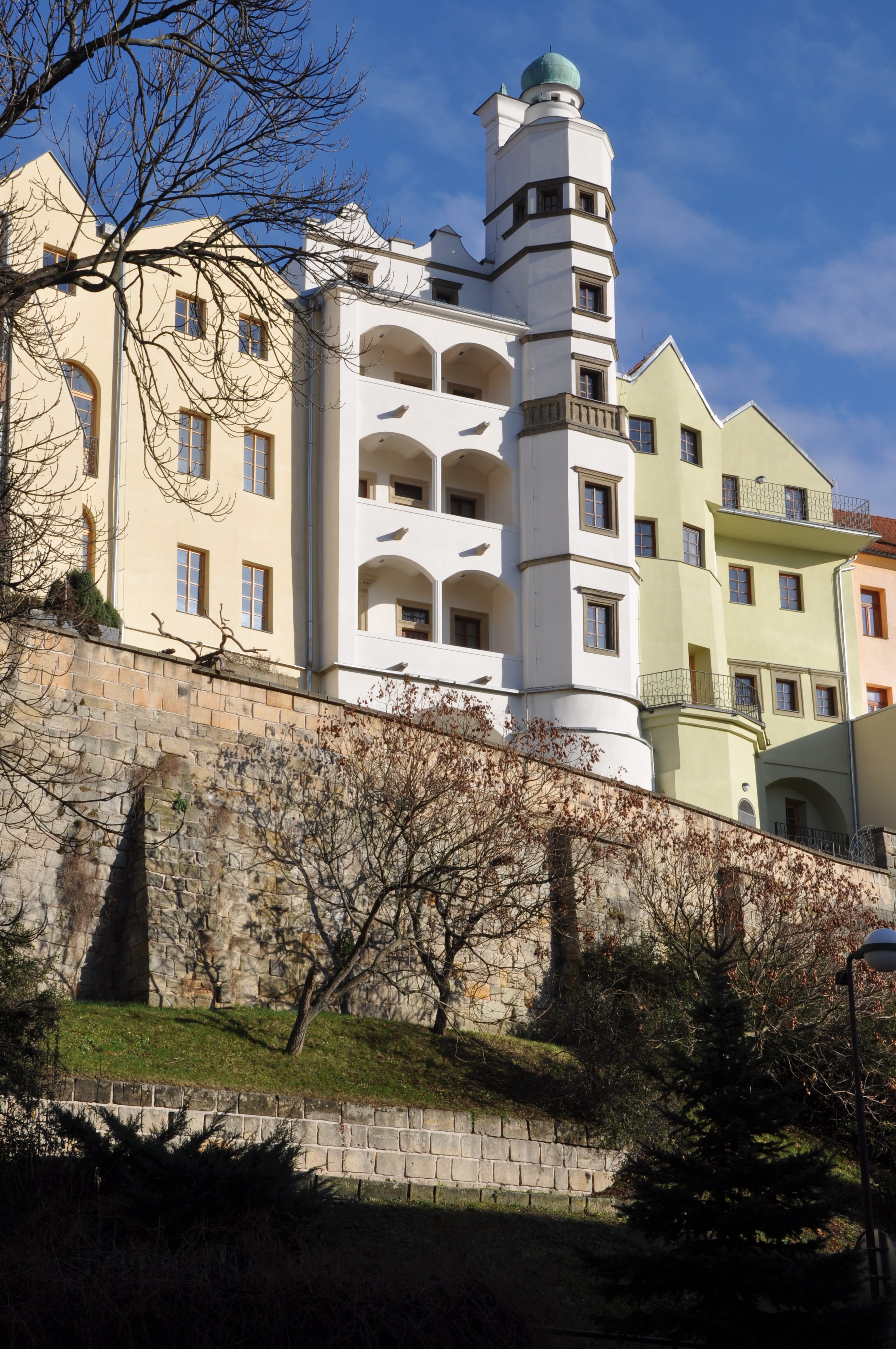
Mydlář-Haus

Chrudim I, früher Vnitřní Město, ist ein Ortsteil der Stadt Chrudim in Tschechien. Er umfasst die historische Innenstadt von Chrudim und gehört zum Okres Chrudim.

## Geographie
Chrudim I befindet sich auf einem Plänerkalksporn rechtsseitig über einer Flussschleife der Chrudimka auf der Hrochotýnecká tabule (Hrochow-Teinitzer Tafel). Nordöstlich erheben sich die Pumberky (Baumberg, 300 m n.m.) und im Westen die Skřivánky (307 m n.m.).
Nachbarorte sind Chrudim IV im Norden und Westen, Chrudim II im Osten sowie Chrudim III im Süden.

## Geschichte
Archäologische Funde belegen, dass der Sporn über der Chrudimka zu Zeiten der Lausitzer Kultur dicht besiedelt war. Während der Latènezeit bestand eine keltische Siedlung, die wahrscheinlich zum Hinterland des Oppidums Hradiště bei České Lhotice gehörte. Nach der slawischen Landnahme entstand wahrscheinlich im 9. Jahrhundert auf dem Sporn eine befestigte Siedlung als eines der Verwaltungszentren des frühen Přemyslidenstaates. Der Legende nach soll die Stadtgründung durch Chrud, einen Feldherrn des Herzogs Hostivít, erfolgt sein. Im ebenfalls auf Legenden beruhenden Ersten Buch der Chronica Boemorum wird das Jahr 945 als Gründungsjahr des Dominikanerklosters angegeben.
Die erste gesicherte Erwähnung von Chrudim erfolgte im Zweiten Buch der Chronica Boemorum im Zusammenhang mit dem Tod des Herzogs Břetislav I. am 10. Januar 1055. Das bei der Burg Chrudim gelegene Städtchen führte seit 1116 ein eigenes Wappen. König Ottokar II. Přemysl baute Chrudim vor 1276 zur Königsstadt aus. Mit einigen Unterbrechungen gehörte die Stadt ab 1307 bis zum Zerfall der k.k. Monarchie zum Leibgedinge der Königin von Böhmen. In Chrudim lebten bis zum Ausbruch der Hussitenkriege Tschechen und Deutsche friedlich miteinander. Nachdem die Stadt nach 1421 hussitisch geworden war, floh die deutschsprachige Bevölkerung aus der Stadt. Das Dominikanerkloster mit der Kirche der Jungfrau Maria wurde zerstört; auf seinem Platz entstand später das Kriminalgefängnis. Die Stadtschule wurde an der Stelle der ehemaligen königlichen Burg errichtet. Die Dechanteikirche Mariä Himmelfahrt stand seit 1820 unter dem Patronat der Königin von Böhmen.
Im Jahre 1835 bestand die innere Stadt aus 139 Häusern mit 1280 Einwohnern. Sie war von teilweise verfallenen Stadtmauern umgeben, durch welche das Obere und das Untere Tor sowie drei Pforten führten. In der inneren Stadt befanden sich die Dechanteikirche Mariä Himmelfahrt, die Dechantei, das k.k. Kreisamt, die Schule, das Rathaus, das Kriminalgefängnis mit der Kapelle der hll. Philippus und Jakobus sowie das städtische Bräuhaus. Der Sprengel des Dechanten umfasste neben der Stadt und den drei Vorstädten auch die Dörfer Kotschy, Topol, Westetz, Wltschnow, Střibřich, Markowitz, Pochobrad, Sobětuch, Worel, Bylan sowie einen Teil von Dřenitz. In der Stadtschule wurde in drei Klassen unterrichtet.
Nach der Aufhebung der Patrimonialherrschaften bildete Vnitřní Město einen Stadtteil der Kreisstadt Chrudim. Ab 1868 gehörte der Stadtteil zum neuen Bezirk Chrudim. 1869 hatte Vnitřní Město 2041 Einwohner. 
Im Jahre 1900 lebten in der inneren Stadt 2154 Personen, zehn Jahre später waren es 1918. 1930 hatte Vnitřní Město 1342 Einwohner. In der zweiten Hälfte des 20. Jahrhunderts verstärkte sich der Bevölkerungsschwund; ursächlich war die für die kommunistische Wohnungsbaupolitik typische Vernachlässigung der Innenstädte und Errichtung von Satellitensiedlungen mit komfortablen Wohnungen in den Vorstädten. Im Zuge der Neustrukturierung der Stadt Chrudim wurde im März 1980 der Ortsteil Chrudim I geschaffen. Im Jahre 2001 lebten in den 67 Wohnhäusern von Chrudim I nur noch 316 Personen. In Chrudim I befinden sich der Hauptsitz der Stadtverwaltung und das Bezirksgericht.

## Ortsgliederung
Chrudim I ist Teil des Katastralbezirkes Chrudim.

## Sehenswürdigkeiten
- Marktplatz (Resselovo náměstí) mit
  - Dechanteikirche Mariä Himmelfahrt, volkstümlich Salvatorkirche genannt. Der zweitürmige, weithin sichtbare Bau ist seit 1416 nachweislich. Er bildet den östlichen Abschluss des Marktes und hat seinen Ursprung in einer Kapelle der landesherrlichen Burg, die im Chor erhalten ist. Bekanntheit erlangte sie durch das Gnadenbild St. Salvator aus dem Besitz des Ratsherren Johann Pfeifer, das in der zweiten Hälfte des 17. Jahrhunderts durch den Dechanten Samuel Hatasch zur allgemeinen Verehrung in der Kirche aufgestellt und zum Wallfahrtsziel wurde. Ursprünglich waren die beiden Kirchtürme Černá und Trubačka von unterschiedlicher Gestalt und Höhe. Nach dem Blitzeinschlag vom Mai 1702, bei dem beide Türme und das Kirchendach bis zum Chor ausbrannten, wurden die Türme auf gleiche Höhe gebracht und erhielten Zwiebeldächer. 1727 entstand das Parapet mit 12 Heiligenstatuen vor der Kirche. Der Hauptaltar besteht aus weiß- und graugeflecktem Podoler Marmor, außerdem gibt es 10 Seitenaltäre. 1740 riss das Dach des südlichen Turmes ab; während der Instandsetzung wurde am Giebel zwischen den Türmen ein Bildnis des Salvator mit Heiligenschein aufgemalt. Am 22. Februar 1850 schlug erneut der Blitz in den Südturm ein, die Zwiebelhaube brannte aus und stürzte ein. Beim Wiederaufbau erhielten beide Türme bis 1851 niedrige Pyramidendächer. Ihre heutige Gestalt erhielt die Kirche 1857 beim Umbau durch František Schmoranz.[4]
  - Neuem Rathaus, das ehemalige Kaufmannshaus wurde 1846 vom Bürgermeister Jan Martini erworben und dient seit 1850 als städtischer Verwaltungssitz. 1883 wurde es mit dem angrenzenden Haus Boleslav durch die örtlichen Baumeister Josef und František Staňkov zu einem Gebäude vereinigt.[5]
  - Altem Rathaus, es wurde vor 1560 an der Stelle eines Vorgängerbaus aus hussitischer Zeit erbaut. Die mächtigen Gewölbekeller dienten als Urkundenarchiv. 1721 erfolgte ein barocker Umbau, wahrscheinlich nach Plänen von Johann Blasius Santini-Aichl. Nach dem Brand von 1806 wurde es durch den Baumeister Jindřich Hausknecht wiederaufgebaut.[6]
  - Pestsäule der Verklärung des Herrn, geschaffen 1719–1732[7]
- Dechantei, erbaut in der zweiten Hälfte des 17. Jahrhunderts aus dem privaten Vermögen des Dechanten Petzold
- Mydlář-Haus, es gilt mit seinen Galerien an zwei Seiten und einem minarettartigen Wendelturm als bedeutendstes Bürgerhaus der Stadt. 1571 erwarb der Seifensieder und Kerzenmacher Matěj Mydlář das Haus und ließ es umbauen. 1952 wurde das Haus saniert und darin ein Marionettenmuseum eingerichtet.[8]
- Khomov-Haus
- Ceregetti-Haus
- Geburtshaus von Josef Ressel
- Stadtbefestigungsanlagen mit Bastionen Pardubská, Trnavá und Prachárna